# Трельо
Трельо (итал. Treglio) — коммуна в Италии, располагается в регионе Абруццо, в провинции Кьети.
Население составляет 1526 человек (2008 г.), плотность населения составляет 316 чел./км². Занимает площадь 5 км². Почтовый индекс — 66030. Телефонный код — 0872.
Покровителями коммуны почитаются Сан-Рокко и святой Георгий, празднование 23 апреля.
15 и 16 августа в коммуне особо празднуется Успение Пресвятой Богородицы.

## Демография
Динамика населения:

## Администрация коммуны
- Официальный сайт: http://www.comune.treglio.chieti.it/